# Гурбвил
Гурбвил (фр. Gourbesville) насеље је и општина у северној Француској у региону Доња Нормандија, у департману Манш која припада префектури Шербур-Октевил.
По подацима из 2011. године у општини је живело 172 становника, а густина насељености је износила 21,03 становника/km². Општина се простире на површини од 8,18 km². Налази се на средњој надморској висини од 12 метара.

## Демографија
| 1962. | 1968. | 1975. | 1982. | 1990. | 1999. | 2011. |
| ----- | ----- | ----- | ----- | ----- | ----- | ----- |
| 229   | 243   | 210   | 167   | 144   | 156   | 172   |

График промене броја становника у току последњих година